# タダラフィル

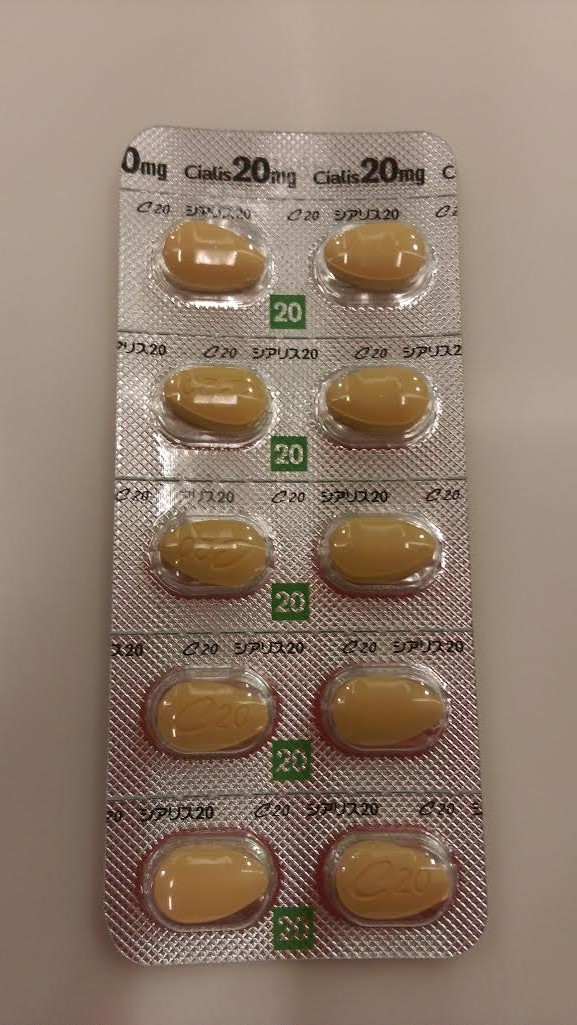
シアリス20mg錠

タダラフィル（Tadalafil）は、長時間型のホスホジエステラーゼ5阻害剤であり、日本での適応は、勃起不全 (ED) 、肺動脈性肺高血圧症、前立腺肥大の排尿障害である。商品名はシアリス、アドシルカ、ザルティアである。
先行するED治療薬シルデナフィル（バイアグラ）やバルデナフィル（レビトラ）と異なり、翌日にも作用が持ち越す長時間型であり、食事の有無にかかわらず作用する点が異なる。
肝臓のCYP3A4によって代謝される。警告枠に、心筋梗塞などの副作用の注意と、心血管系障害の有無の十分な確認が記載されている。

## 適応
日本における適応は、以下である。
1. 勃起不全（満足な性行為を行うに十分な勃起とその維持ができない患者）
2. 肺動脈性肺高血圧症
3. 前立腺肥大症に伴う排尿障害

1の用法では商品名シアリス、2の用法ではアドシルカ、3の用法ではザルティアで販売されている。

### 日本の保険制度
シアリスは「勃起不全による男性不妊症」以外の用法では、健康保険適用外の自由診療（保険外診療）である。商品名ではなく用法により保険適応がなされるため、単に勃起不全だけの用法は自由診療になる。

## 禁忌
| シアリス | アドシルカ | ザルティア | 禁忌の内容                                                       |
| -------- | ---------- | ---------- | ---------------------------------------------------------------- |
| ○        | ○          | ○          | 製剤成分に対する過敏症                                           |
| ○        | ○          | ○          | 硝酸剤または一酸化窒素供与剤を服用中                             |
| ○        | ○          | ○          | リオシグアトを服用中                                             |
| ○        |            | ○          | 心血管障害（シアリス）／NYHA III度以上の心不全（ザルディア）     |
| ○        |            | ○          | 不安定狭心症、3ヶ月以内に心筋梗塞の既往                          |
| ○        |            | ○          | コントロール不良の不整脈                                         |
| ○        |            | ○          | 低血圧（< 90/50mmHg）、コントロール不良の高血圧（> 170/100mmHg） |
| ○        |            | ○          | 6ヶ月以内の脳梗塞または脳出血の既往                              |
| ○        | ○          | ○          | 重度肝障害                                                       |
|          | ○          | ○          | 重度腎障害                                                       |
|          | ○          |            | CYP3A4の強い誘導薬または強い阻害薬を服用中                       |
| ○        |            |            | 網膜色素変性症                                                   |

## 副作用
治験時には、シアリスで29.0%、アドシルカで53.1%、ザルティアで11.0%に副作用が見られた。
重大な副作用には、発疹、蕁麻疹、顔面浮腫、剥脱性皮膚炎、Stevens-Johnson症候群がある。
硝酸剤または一酸化窒素（NO）供与剤（ニコランジル等の硝酸エステル系薬剤）との併用により降圧作用が増強し、過度に血圧を下降させることがあるので、併用は禁忌である。
死亡例を含む心筋梗塞等の重篤な心血管系等の有害事象が報告されているので、投与の前に、不安定狭心症、安定していない不整脈や高血圧、などの既往症がないことを確認するよう警告がなされている。

## 歴史
2003年に販売を開始。
日本では2005年9月に厚生労働省へ承認申請が行われ、2007年よりシアリスが日本イーライリリーから販売された。
輸入代行や迷惑メールの宣伝行為を行う業者や、偽造品も多い。
2009年7月より発売は日本新薬へ移管された。つまりイーライリリーが製造販売、日本新薬が発売する。2009年より、肺動脈性肺高血圧症の適応を持ったアドシルカが販売されている。
2011年10月、アメリカ食品医薬品局(FDA)は、研究に基づき、前立腺肥大症に対して承認した。日本でも2014年この適応症が追加された。

## 作用機序
タダラフィルは、生体内で環状グアノシン一リン酸 (cGMP) の分解を行っている5型ホスホジエステラーゼ (PDE-5) の酵素活性を阻害する。これが陰茎周辺部（もしくは肺）のNO作動性神経に作用して血管を拡張させ、血流量が増える（もしくは血圧が低下する）ことによって機能すると考えられている。前立腺肥大症においては、前立腺および膀胱平滑筋の弛緩も薬効に寄与している可能性がある。

## 薬理
勃起不全の症状がある場合、ペニスが勃起し、性行為が正常に行える。性的刺激があったときのみ勃起が起こる、勃起機能改善効果であって、催淫剤ではないので性欲を亢進させる働きはない。勃起改善作用は20mg錠で36時間にわたる。食事の有無に関わらず服用が可能である。先行するシルデナフィル（バイアグラ）やバルデナフィル（レビトラ）には、食事に関する注意がある。

### デイリータダラフィル
近年アンチエイジング効果にも注目が集まっており、毎日5mg程度の低用量を毎日服用すること（デイリータダラフィル）により、血管内皮機能が改善され心血管リスクを下げるというデータがある。タダラフィル以外のED治療薬でも同様の効果が見込まれるが、特にタダラフィルが副作用の発現頻度が少なく、長時間作用する特性を持っていることに起因する。

## 服用方法
服用タイミングの目安は性行為の1～2時間前である。服用後徐々に効果を発揮し始め、約3時間で効果のピークを迎える。食事との兼ね合いは、他のED治療薬と比較すると比較的緩やかである。ただし、食事の影響を「受けづらい」だけであり、「全く受けない」わけではないことには注意する必要がある。

## 代謝
CYP3A4で代謝される。その阻害剤との併用に関する禁忌がある。

## 後発医薬品
2020年3月下旬より、国内製薬メーカーからシアリスジェネリックが販売されている。

## その他
シアリスの先発医薬品とジェネリック医薬品に関するある調査では、「効果や副作用に違いは感じなかった」と回答した者が63.4%にのぼった。